# 杜潘芳格
杜潘芳格（1927年3月9日—2016年3月10日），台灣客籍女詩人，被稱為跨越語言的一代。生於新竹新埔客家望族，1965年加入強調本土意識的笠詩社，1980年代開始積極從事客語詩的創作。1990年代曾任《台灣文藝》雜誌社社長，女鯨詩社社長；1992年年以北京語、英語與日語寫成的詩集《遠千湖》，獲第一屆陳秀喜詩獎。2007年，杜潘芳格獲行政院客委會頒發「傑出貢獻獎」及「台灣新文學貢獻獎」。2008年獲真理大學台灣文學家牛津獎。主要作品有《中元節》、《平安戲》、《紙人》、《菜園》等。

## 生平
潘芳格出身新竹縣新埔客家望族，祖父潘成鑑在台灣日治時期還擔任庄長，父親潘錦淮是家中長子，曾到東京攻讀法律學位，接觸許多新思想。母親詹完妹來自新竹關西地區，本姓鄭，原本是童養媳，但後來被詹氏醫生夫婦收養，有機會就學，讀至臺北第三高女畢業。家庭成員的背景，對杜潘芳格有深刻的影響。
潘芳格1927年3月9日生於新竹州新埔庄（今新竹縣新埔鎮），下有弟妹各三個，出生就隨著的父親赴日，直到1934年，六、七歲時回台定居。因為家世背景，得以進入通常是日本人就讀的「小學校」受貴族教育；然而，也因此有被日本同學欺負的經驗。1940年進入新竹高等女學校（今新竹女中），被霸凌的情況仍然持續，為了排解與同學相處時感受到的殖民痛苦，她以開始以日文創作抒發，創作的文體包括詩、小說和散文（p. 69）。
新竹女中畢業後，杜潘芳格考入「台北女子高等學院」。該校學制為期兩年，授課內容有家政課程如花道、茶道、縫紉、女紅等，以及普通科目如修身、文學、哲學、歷史。整體而言，高等學校的教育方向是培育女子具有「相夫教子、謙卑忍讓」等等「婦德」，這讓杜潘芳格開始思索女性的地位。後來，二次大戰結束，杜潘芳格並未完成學業，便返回新埔至國民學校教書，旋及與醫生杜慶壽相識相戀。
1947年，二二八事件爆發，杜潘芳格母親在花蓮的姑丈張七郎父子三人被逮捕，旋遭國民黨當局殺害，讓杜潘芳格深受影響，在往後的創作中對政治多表現出批判及諷喻的態度。
1948年，杜潘芳格不顧家人反對與杜慶壽結婚，婚後移居桃園中壢，擔任丈夫的醫務協助工作，同時自由寫作，也擔任插花教師的指導老師。
1965年，杜潘芳格加入《笠》詩社，1980年代曾移居美國數年，後返台定居中壢，積極創作客語詩。1967年9月17日，發生了一場車禍，杜慶壽重傷，原以被宣告不樂觀，但最後幸運康復。杜潘芳格認為禱告在事件中起了作用，開始投入傳教的工作。1982年5月杜潘芳格取得美國籍:69。1990年代起出任《台灣文藝》雜誌社、女鯨詩社的社長。1992年，出版以中、英、日三種語言創作的詩集《遠千湖》，獲第一屆陳秀喜詩獎。
2016年3月10日在自宅於睡夢中過世，享壽89歲。

## 創作特色
杜潘芳格的創作動機，是把詩作當成日記般，發洩心中無處可說的苦悶。因此，雖然她也有「跨越語言一代」作家的困擾：早期接受日本教育，習慣以日語思考、創作，戰後重新學習國語時相當困難，但她並沒有因此而停止創作:18-19。
杜潘芳格認為，詩是詩人對於大自然法則和現實問題時，以自己的立場發揮廣大深厚的感受或知識，以言語做為資材構築而成。所以她的詩風不強調形式技巧，而是內心思想與感受。她的詩中關於外在景物的描寫，正好巧妙地傳遞詩人內心的想像。在語言上，二次大戰前後不同政治體制，使她習得日文與中文，再加上她的母語客語，多種語言使她必須不斷地克服語言上的困境:22-23。
受到德國1920年代初期「新即物主義」的影響，笠詩社詩人普遍表現出以對日常生活事務摹寫為主的特色；杜潘芳格的詩作中也經常以尋常景物作為意象，然而所處理的主題，卻有可能是重大的，例如對時間、死亡或國族的思考:211-212,231。

## 著作
杜潘芳格創作的嘗試雖早，詩作卻至1966年起才開始發表，第一篇〈春天〉係以日文創作，發佈於1966年7月出刊的《台灣文藝》第10期。1977年3月，首本詩集《慶壽》集中、日文詩作發行:70，詩集名稱「慶」取自丈夫名、「壽」取自出版目的是為父親祝壽。其他的詩集如後：
| 題名                         | 出版日期   | 創作語言         | 題名由來                                           |
| ---------------------------- | ---------- | ---------------- | -------------------------------------------------- |
| 《慶壽》                     | 1977年3月  | 中文、日文       | 「慶」為丈夫名，為父親祝壽出版                     |
| 《淮山完海》                 | 1986年2月  | 中文             | 「淮、完」分別取自父母之名，嵌入「山、海」作為比喻 |
| 《朝晴》                     | 1990年3月  | 中文、客語       | 孫子、孫女之名                                     |
| 《遠千湖》                   | 1990年3月  | 中文、日文、英文 | 集三位友人之名，其中「千」字為笠詩社的文友陳千武   |
| 《青鳳蘭波》（詩文合集）     | 1993年11月 | 中文             | 「鳳蘭」為女兒名，「青、波」二字來自兩位友人       |
| 《芙蓉花的季節》（詩文合集） | 1997年3月  | 中文             |                                                    |

## 外部連結
- 客家委員會 作家導讀